# Орловский краеведческий музей
Орловский краеведческий музей — один из старейших музеев в Орле и области.

## История и современность

### Предыстория
Начало организации музеев в России положил Пётр Великий, повелевший доставлять в Кунсткамеру всё, что «зело старо и необыкновенно». В первом номере газеты «Орловские губернские ведомости» от 7 (19) января 1838 года сообщалось об открытии к приезду наследника престола Великого князя Александра Николаевича выставки. 19 (31) августа 1837 года  Великий князь осмотрел выставку и, выразив своё удовлетворение, наградил первого её хранителя П. А. Азбукина бриллиантовым перстнем.

### Создание

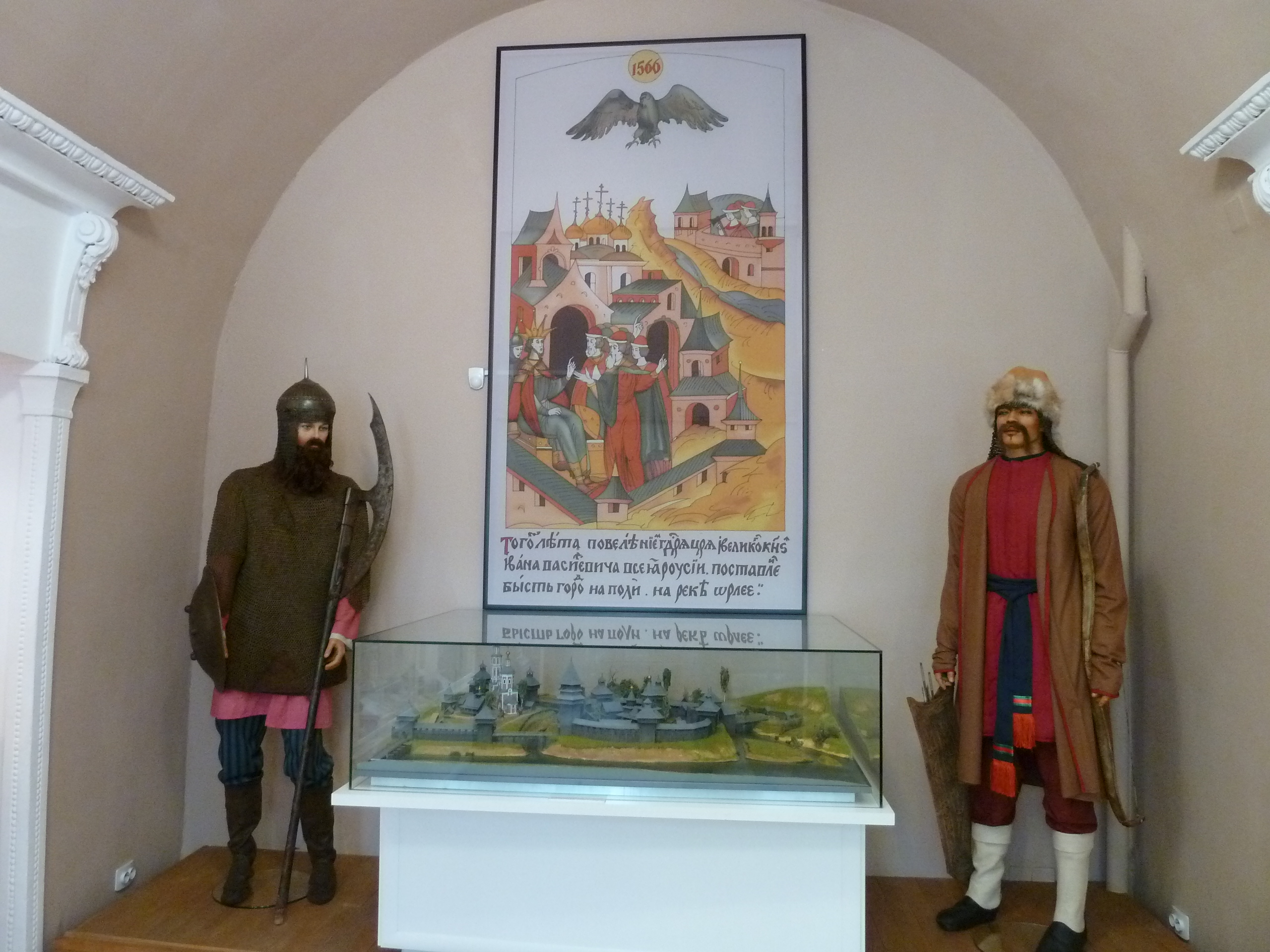
Начало осмотра

7 (19) декабря в час дня 1897 года, после проведения молебствия и окропления святой водой протоиереем Михаилом Смирновым, Орловская учёная архивная комиссия, учреждённая в 1884 году, осуществила открытие Орловского губернского музея. В музейной книге отзывов есть запись об этом событии: «Лета 1897 года – декерия 7-го дня в царствование императора Николая II начальником губернии камергером А. Н. Трубниковым открыт основанный им Орловский музей при губернской ученой архивной комиссии ...». Открывшийся музей разместился в здании присутственных мест в помещении губернского правления, которое находилось на углу улицы Садовой (сегодня ул. М. Горького) и Свербеевского переулка (рядом с улицей Ермолова). Под помещения музея было выделено три комнаты. Здание бывшего музея не сохранилось. Дары в музей поступали в основном от частных лиц и в первую очередь от членов Орловской учёной архивной комиссии. В музей были переданы: кольчуга (2 шт.), древнегреческая амфора, копьё, коллекции монет, изделия из кож, стекла, хрусталя, археологические находки, государственные документы. Многое передали служители церкви: кресты, складни, иконы, книги. Была передана икона Богородицы Троеручицы Белобережской. В газете «Орловские губернские ведомости» поимённо перечислялись 73 орловца, передавших в дар музею различные реликвии. Среди сохранившихся до сегодняшнего дня реликвий — кости ископаемых животных, рог носорога и «кресло Екатерины Великой».

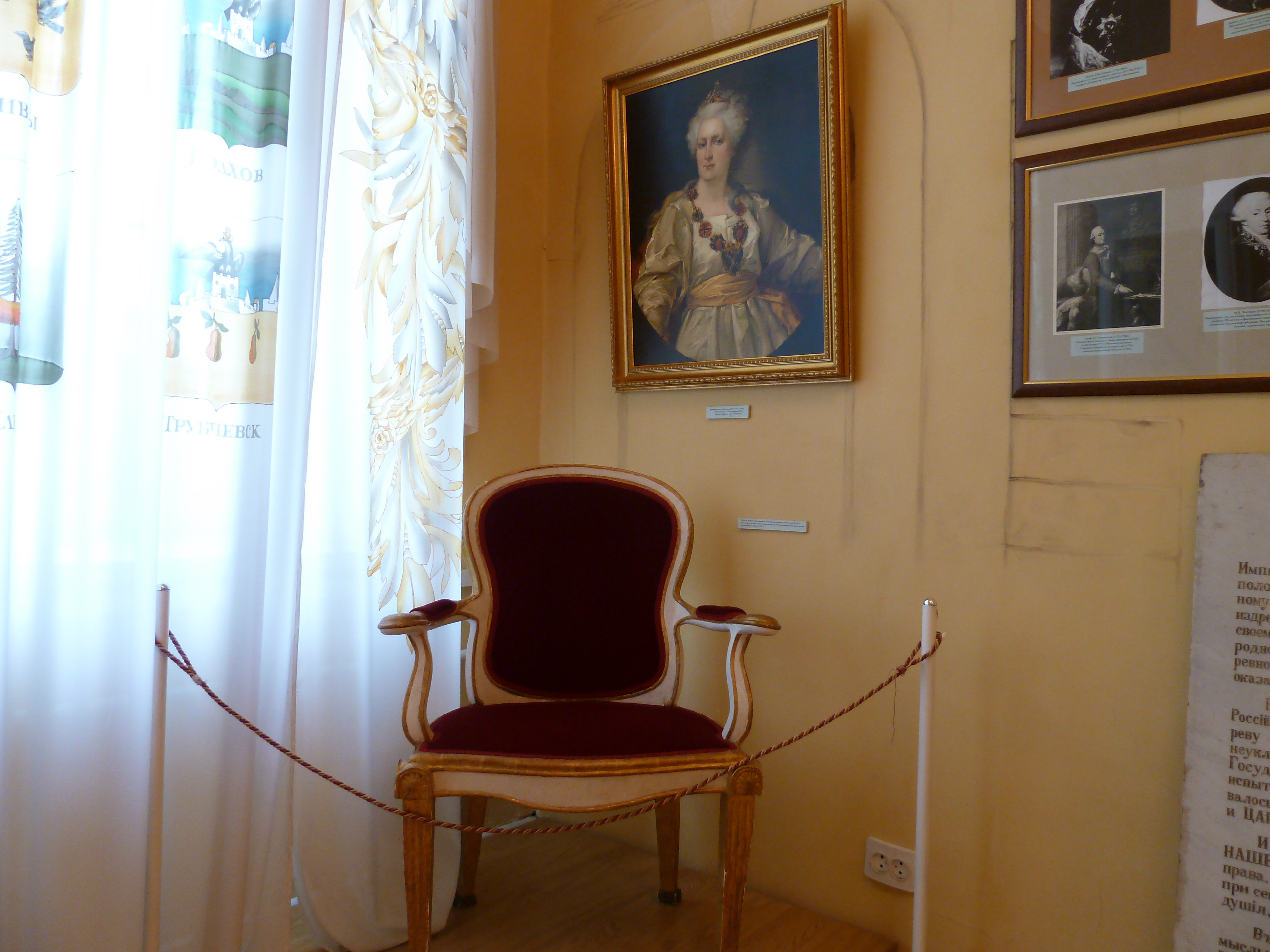
Кресло Екатерины II

Каждый посетитель мог оставить свою подпись в книге отзывов, которую изготовили специально в Москве в Синодальной типографии в старорусском стиле с золотым обрезом и бронзовой оковкой с застёжками. Сохранившаяся до наших дней первая книга отзывов является бесценным раритетом в фондах музея.
Структурно в музей входило из двенадцать отделов: географический, археологический, естествознания, этнографический, церковно-исторический, архивный, народного образования, сельскохозяйственный, промышленный, научный, литературный и художественный. Впоследствии дополнили военно—исторические коллекции. Музеем создавались коллекции, связанные с жизнью и творчеством писателей и поэтов орловского края:  И. С. Тургенева, Н. С. Лескова, И. А. Бунина, А. А. Фета и др.

### В годы Первой мировой войны
С началом Первой мировой войны помещение музея было сдано под эвакуационный распределительный пункт. Несмотря на войну Орловское общество любителей изящных искусств проводило различные выставки. Культурным событием стала выставка, посвящённая Первой мировой войне. Были представлены экспонаты Орловского Бахтина кадетского корпуса, предметы обмундирования Германской и Австро-Венгерской армий, личные вещи из коллекции Великого князя Михаила Александровича Романова и другие экспонаты военного времени. Несмотря на размещение в некоторых залах раненых солдат, продолжалась работа по сбору коллекций и предметов. Читались лекции и проводились экскурсии для учащихся и курсантов. Проводились выездные лекции в уездах и образовательных учреждениях. По просьбам учебных заведений выдавались наглядные пособия по археологии, этнографии, ботанике, художественной графике. Музейная жизнь в Орле не прекращалась и в годы Первой мировой войны.

### Послереволюционное время
После революции 1917 года направление деятельности музея изменилось. Музейные фонды стали пополняться ценностями из Орловского церковно-археологического общества, различным военным снаряжением частей Орловского гарнизона и кадетского корпуса, а также предметами из национализированных частных коллекций. После недолгого временного закрытия в 1918 году, 1 мая 1919 года музей был снова открыт как Историко-художественный. Он располагался (здание не сохранилось) на улице Борисоглебской, 34 (сегодня ул. Салтыкова-Щедрина). Музейные фонды продолжали пополняться коллекциями из дворянских имений, а также предметами, полученными в результате конфискаций у зажиточных горожан. Орловское общество краеведения, созданное в 1925 году, объединило известных исследователей истории, краеведов и работников музеев. Перед краеведческим движением ставилась задача сохранения преемственности в культурно-исторических традициях русского народа. В начале 30-х годов некоторые музейные работники были арестованы. Их обвиняли в идеализации прошлого, в монархических настроениях. В 1931 году по «Делу краеведов» были арестованы П. С. Ткачевский — руководитель орловского отдела Наркомпроса по делам музеев, В. М. Викторова — зав. музеем И. С. Тургенева, П. В. Малашенко — зав. естественно-историческим музеем. В. В. Петиков — секретарь губернского бюро краеведения и И. И. Лебедев — научный сотрудник антирелигиозного музея были расстреляны. В 1932 году Орловский  краеведческий музей, объединив несколько других музеев города, разместился в двухэтажном здании «Торговых рядов», где и находится поныне. В 1937 году музей получает статус областного.

### Археологическая деятельность
В послереволюционные 20-е годы XX века на губернские музеи возлагалось и проведение археологических раскопок. После создания в 1925 году Орловского губернского общества краеведения, в котором важное место уделялось археологии края, музей принял активное участие в археологических экспедициях. Летом 1927 года под руководством завотделом музея была предпринята первая разведка — экскурсия на лодках из Орла вниз по Оке до села Паслово и обратно, а вторая группа ходила пешком. Первое большое городище встретили у д. Гонючее, а затем у поселений Цветынь (близ устья реки Цветынки), Саньково, Черемисино, Платоново (Блудово). 

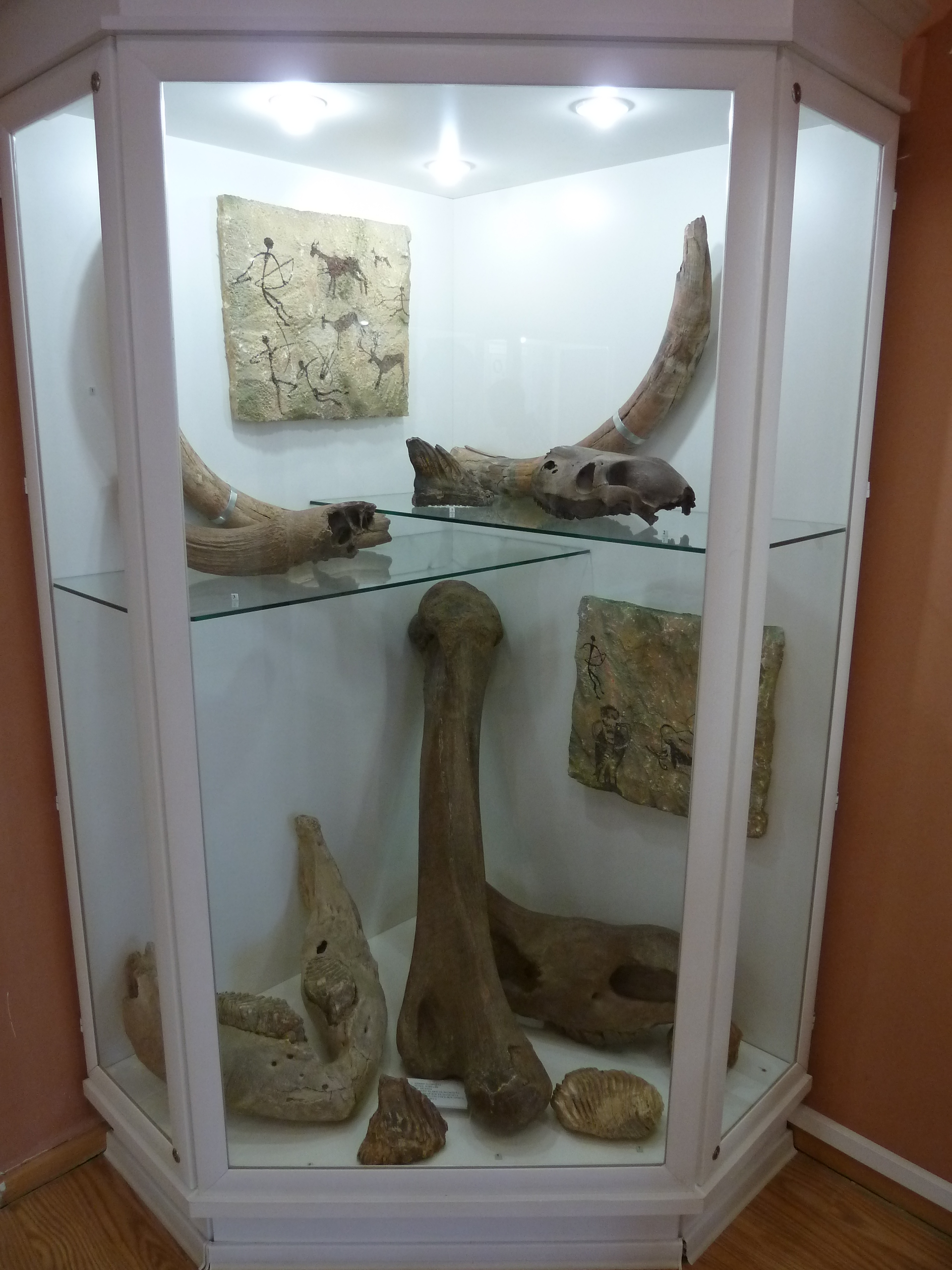
Останки мамонта

В 30—40-е годы музей активно участвует в археологической деятельности на Орловщине. Организованы были экспедиции для раскопок: у сёл Ледно и Титово-Мотыка, городищ: Гать, у деревни Мерцалово на реке Цон, у села Городище, Калмыково в урочище Калмыков верх и др. В Погарском районе (сегодня Брянская область) на берегу реки Судость была обнаружена стоянка первобытного человека, о чём свидетельствовали беспорядочно разбросанные кости и бивни мамонтов, и многочисленные кремнёвые наконечники стрел.

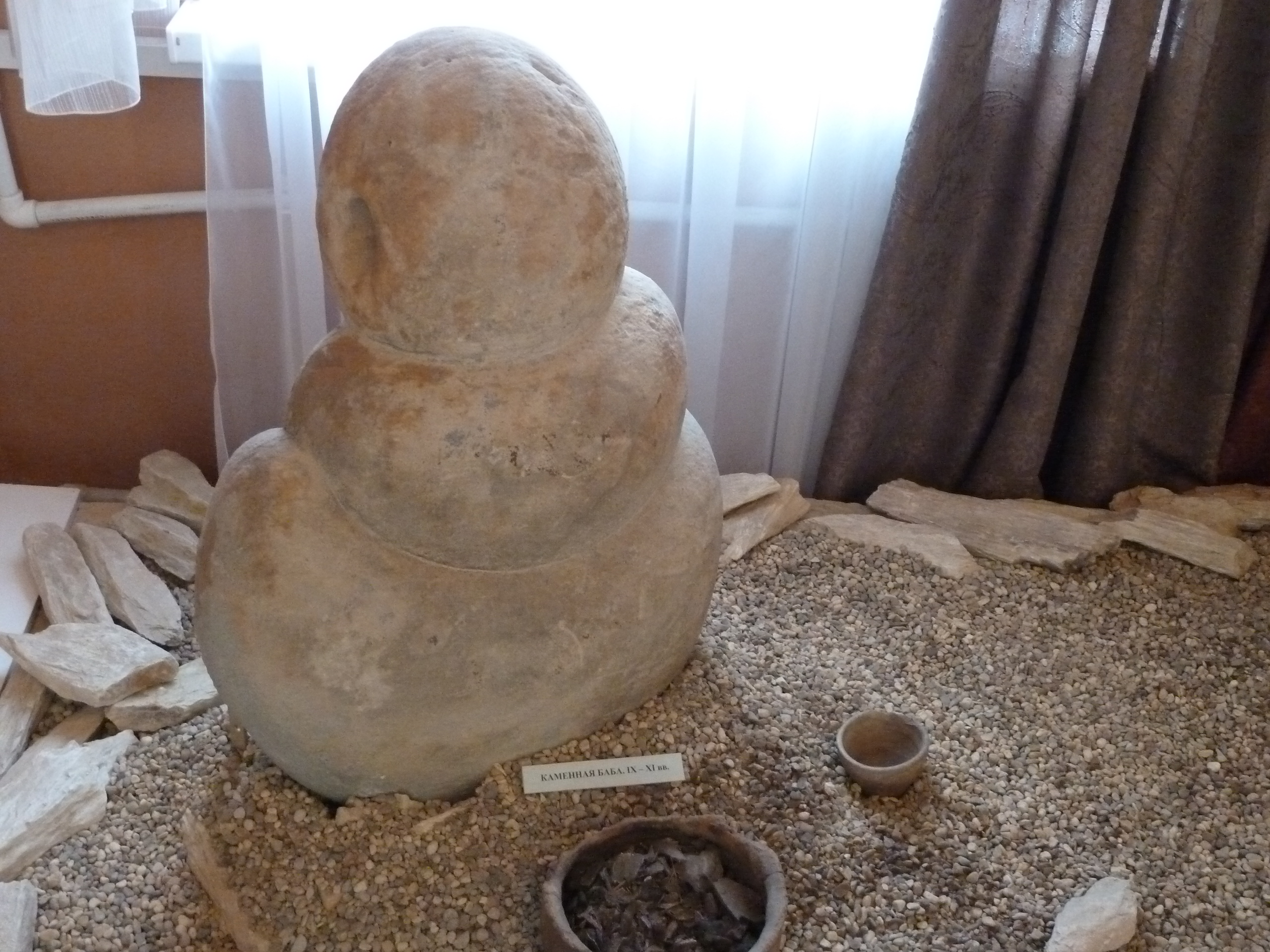
Каменная баба

В 50-е годы многие научные сотрудники принимали участие в работе экспедиций Т. Н. Никольской, Е. Н. Коренева, А. В. Гольцова, В. Г. Дёмкина. Исследования были направлены на изучение культуры племён бассейна верхней Оки и истории древнего градостроительства в Земле вятичей. На базе краеведческого музея в 1987 году был создан археологический отряд (с 1989 года — экспедиция) под руководством С. Д. Краснощёковой. Наиболее известны открытия археологического комплекса «Ключевка» на реке Ливенка, территория бывшей Ливенской крепости, городище «Радовище» — поселение I тысячелетия до н. э., многочисленные поселения по Муравскому шляху. Кроме плановых исследований археологи выезжают в различные районы области для осмотра случайных находок.
Археологическая коллекция музея насчитывает более 20 тысяч предметов. Коллекцию музея пополняют и случайные археологические находки. Одной из них, стала каменная баба, найденная при проведении земляных работ на окраине посёлка Верховье Орловской области. Вес бабы 150 кг., высота 80 см. Скульптура датируется IX — XI вв. и по археологическим данным является уникальной, не имеющей аналогов.

### В годы Великой Отечественной войны
В годы Великой Отечественной войны на долю Орловского краеведческого музея выпала сложная судьба. Часть коллекций (более 3 тысяч экспонатов) была эвакуирована в Елец, затем в Пензу. Музей продолжал работать в оккупационном городе. Была создана экспозиция, названная «Тургеневской комнатой». Фашисты изымали из музея мебель, картины, книги — все, что считали необходимым. Например исчез железный меч, две фибулы и перстень с камнем — вещи IV века, найденные у деревни Круглица Урицкого района — находки боспорского изготовления.
В декабре 1947 года в Киев из Берлина прибыл эшелон из 8 железнодорожных вагонов, направленных советской военной администрацией в Германии. Из 1136 ящиков один оказался, принадлежавший Орловскому краеведческому музею. Эти материалы возвратили в Орёл. Благодаря этому многие артефакты дореволюционных раскопок вновь вошли в собрание музея.

### Второе рождение

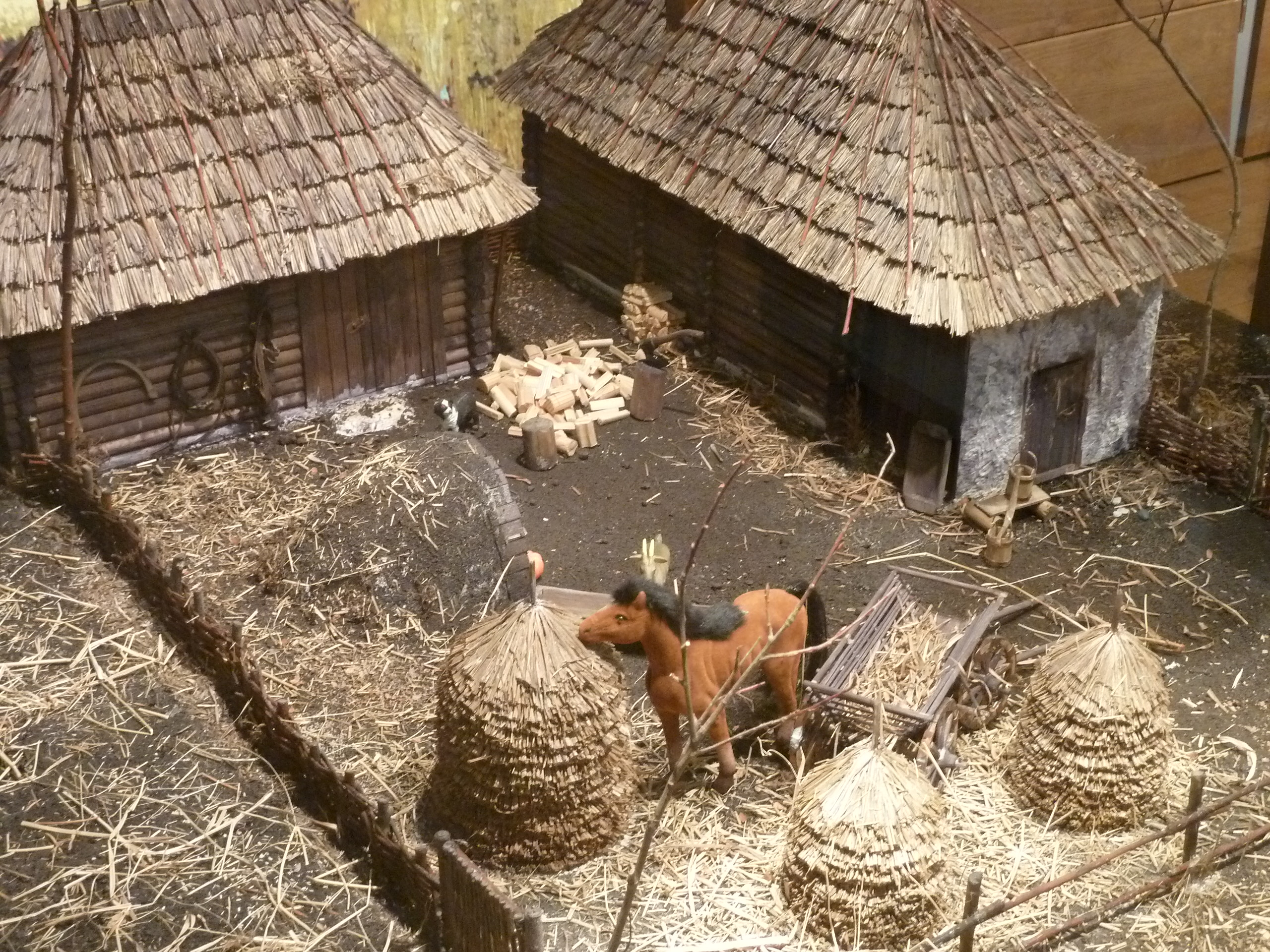
Крестьянский двор

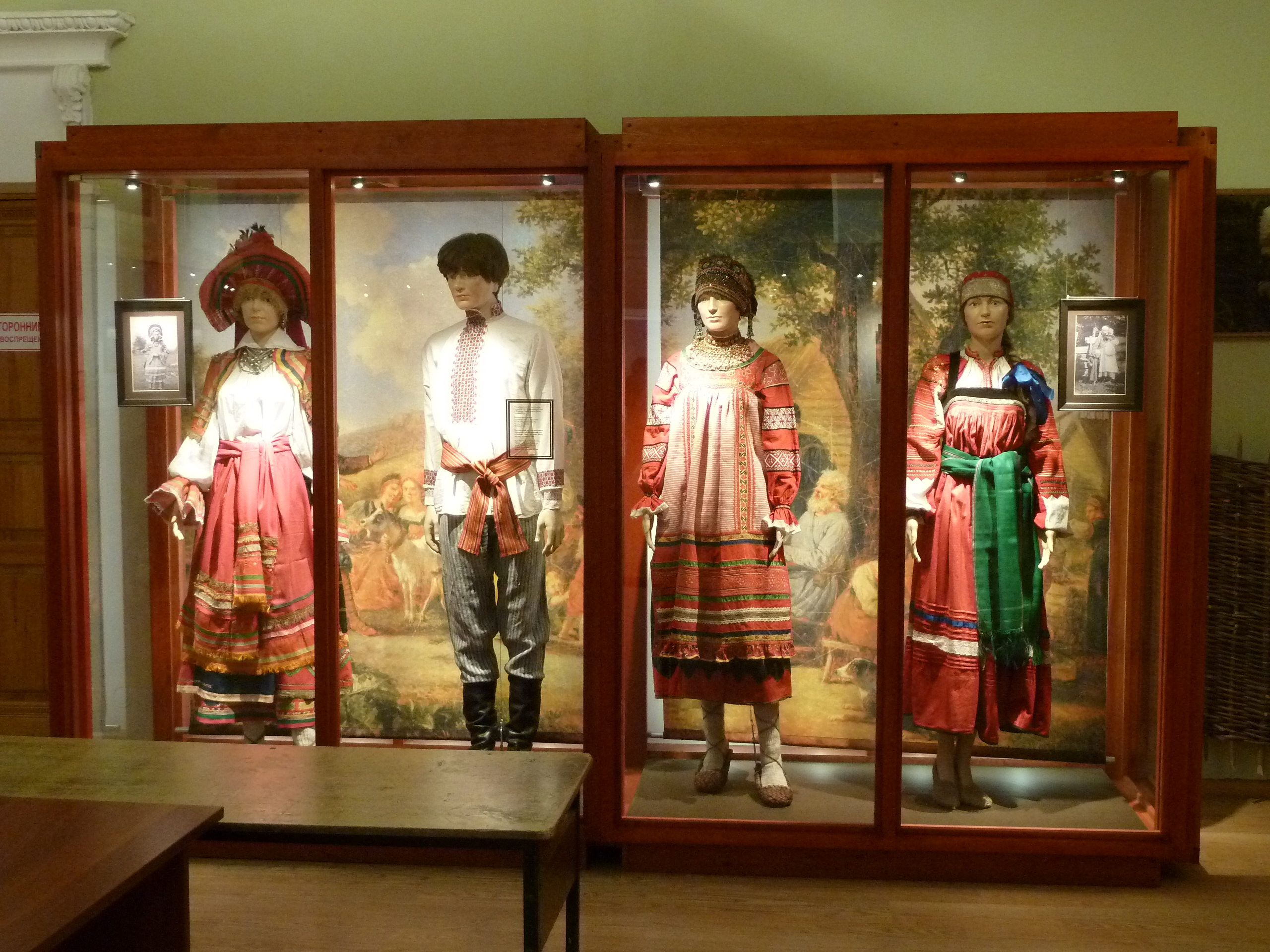
Зал этнографии

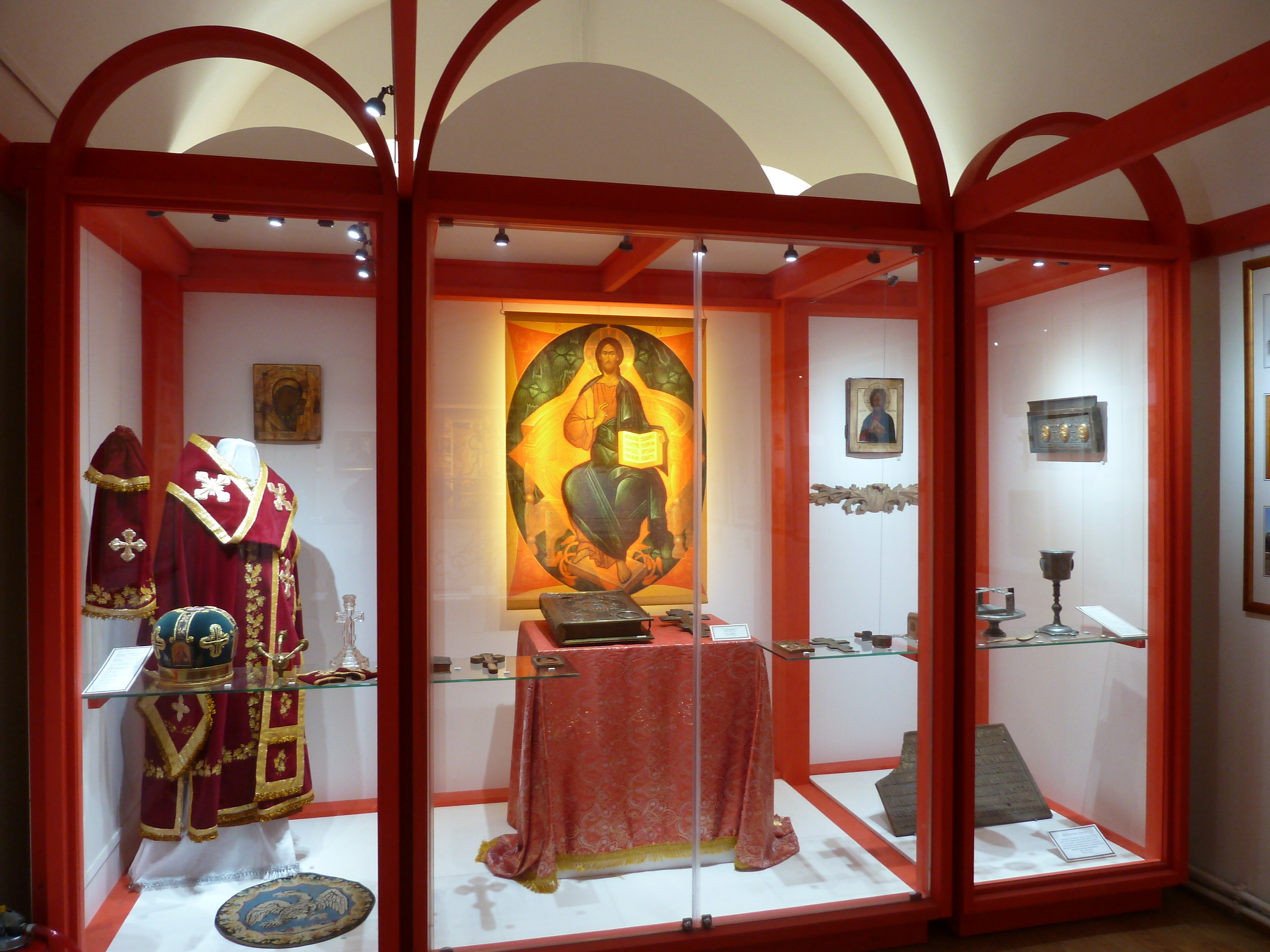
Экспозиция «История Православия на Орловщине»

После освобождения города от фашистов в 1943 году, усилия музейных работников были направлены на создание экспозиции о Великой Отечественной войне. Стали возвращаться музейные ценности. Началось второе рождение музея, создавались новые экспозиции и в 1945 году состоялось его новое открытие. Начиная с 1950 года, восстанавливает экспозиции краеведческого профиля и расширяется за счёт новых площадей при реконструкции здания Торговых рядов. Послевоенный период — это время сбора новых экспонатов, обновления экспозиций, организации многочисленных выставок. Под фондохранилище передана часть здания Дома купца Серебренникова (ул. Комсомольская, 63). В настоящее время музей имеет два филиала: Дом-музей В. А. Русанова, созданный в 1982 году и Военно-исторический музей, созданный в 1983 году на базе музея-диорамы «Орловская наступательная операция „Кутузов“, 1943 год»). Музей издаёт сборник «Краеведческие записки» — регулярное региональное издание по краеведению. С 1995 по 2015 год вышло 12 выпусков. В соответствии с планом подготовки к празднованию 450-летия основания города Орла в 2014 году были открыты новые залы: этнографии, исторической экспозиции «Коллекционный», экспозиция, посвящённая истории Православия на Орловщине. 12 мая 2016 года открылся зал постоянной экспозиции «Природа Орловского края», которая знакомит с представителями современной флоры (гербарии растений) и фауны (коллекции насекомых, птиц, рыб, животных) Орловской области. Выставочные витрины посвящены  обитателям лесной зоны, водоёмов, болот. Краеведческий музей присоединился и участвует во всероссийской ежегодной акции «Ночь в музее» — бесплатное посещение музеев. В фондах музея хранится более 170 тысяч уникальных предметов всех периодов истории Орловщины. По решению Орловской ученой архивной комиссии формирование коллекций началось ещё до создания музея. В «Памятной книге» регистрируются вещи подаренные и купленные. К открытию музея коллекция уже насчитывала более 2.5 тыс. единиц хранения. В 2017 году музей отметил свою круглую дату — 120-летие.

### Награды
Музей имеет награды  федерального уровня: Почётная грамота Министерства культуры РСФСР и ЦК профсоюзов работников культуры «За активное участие в смотре работы отделов истории советского общества музеев РСФСР»; Благодарность государственной комиссии по подготовке и проведению празднования 200-летия со дня рождения А. С. Пушкина; Дипломы участнику Всероссийских музейных фестивалей «Интермузей» за 2003, 2004, 2005, 2006 годы; Почётный знак «За активную работу по патриотическому воспитанию граждан Российской Федерации» Российского Государственного военного историко-культурного центра при Правительстве Российской Федерации, а также областного: 15 декабря 1995 года получил диплом Президиума областного совета ВООПИК за активную работу по охране, пропаганде и использованию памятников истории и культуры; в 1997 году награждён грамотой Управления культуры и искусства администрации Орловской области за большую многолетнюю работу по пропаганде краеведческих знаний; в 2003 и 2005 годах — благодарственные письма губернатора Орловской области за вклад по подготовке и проведения празднования 60-летия освобождения Орла и 60-летия победы в Великой Отечественной войне. За 2016 год Орловский краеведческий музей был признан победителем Всероссийского конкурса Программы «100 лучших товаров России» в номинации «Услуги для населения» — музейные услуги на базе этнографической экспозиции «Орёл изначальный», посвященной 450-летию города Орла. 28 декабря 2015 года областным организационным комитетом по подготовке основных мероприятий, связанных с празднованием 70-летия Победы в Великой Отечественной войне объявлена музею благодарность. Особой гордостью музея является Диплом Национальной академии за бережное отношение в истории.